# Chiesa di Santa Maria Assunta (Zogno, Endenna)
La chiesa di Santa Maria Assunta è il principale luogo di culto cattolico di Endenna, frazione di Zogno, in provincia e diocesi di Bergamo; fa parte del vicariato di Brembilla-Zogno.

## Storia
La chiesa ha una storia molto antica risulta fosse già edificata nel 1022 data in cui viene indicata come ricostruita. Successivamente citata in un lascito testamentario del 30 agosto 1086 in cui Lanfranco che era prete a san Sisino cedeva i suoi beni a favore del monastero di San Giacomo di Pontida. L'atto indicava tra i diritti curtensi anche i benefici della cappella dedicata a Santa Maria che divenne quindi diritto monastico. La chiesa è nuovamente indicata in una bolla pontificia del 1186 di papa Urbano III come chiesa soggetta all'abbazia di Pontida e retta da un rettore che vi era residente.
La prima attestazione di Endenna compare in un documento del 30 agosto 1086 in cui Lanfranco, prete di San Sisinio, disponeva di tutti i propri beni a favore del monastero di San Giacomo di Pontida (Lunardon, Spinelli 1977).
Con decreto del 27 maggio 1979 del vescovo di Bergamo Giulio Oggioni la chiesa fu inserita nel vicariato locale di Brembilla-Zogno. 
Nel 1360 la chiesa fu inserita nel documento ordinato da Bernabò Visconti “nota ecclesiarum” che elencava tutti i benefici di cui godevano le chiese e i monasteri del territorio di Bergamo per definirne i tributi da versare alla chiesa di Roma e alla famiglia Visconti di Milano. Il documento indica che la chiesa aveva un beneficio e che nominava direttamente il rettore citato come "dominus presbiter Paganus de Nimbro" che aveva un reddito annuo di 345 lire.
Il 13 marzo 1462 la chiesa fu smembrata da quella di Somendenna pur facendo sempre parte dell'abbazia di Pontida come soggetto "in spiritualibus" con le chiese di Palazzago, Burligo, Ambivere, Somendenna. Queste formavano una specie di nuova diocesi inserita sempre in quella di Bergamo ma che durò fino alle soppressioni napoleoniche del 1798. Questa situazione non le esentava dalle visite pastorali dei vescovi e nell'autunno del 1575, il 24 ottobre, la chiesa fu visitata da san Carlo Borromeo arcivescovo di Milano. Dagli atti della visita risulta che vi era la scuola del Santissimo Sacramento, era retta da un parroco mercenario e vi erano in prossimità le chiese sussidiarie della Misericordia dei frati francescani dell'osservanza e l'istituto della congregazione della Misericordia gestita da tre presidenti e un cancelliere.
Dalla relazione della visita di san Gregorio Barbarigo si deduce che la chiesa era compresa nella circoscrizione ecclesiastica di Sedrina godeva di un reddito gestito dai vicini. Vi erano le scuola del Santissimo Sacramento del Santo Rosario e della dottrina cristiana. Le funzioni erano celebrate dal parroco coadiuvato da due chierici.
Nel 1666 la chiesa fu inserita nel “Sommario delle chiese di Bergamo”, elenco redatto dal cancelliere della curia vescovile Giovanni Giacomo Marenzi, è indicata con l'invocazione dell'Assunzione della Beatissima Vergine Maria. La chiesa era "mercenaria" e vi erano le scuole del Santissimo Sacramento che reggeva l'altare maggiore e del Rosario che gestiva l'altare omonimo. Vi era in prossimità l'istituto della Misericordia. Sussidiare della parrocchiale il monastero dell'Ordine dei frati riformati di San Francesco indicato nella contrada detta "del Romacolo", e l'edificio di culto dedicato a San Bernardino.
La parrocchiale fu visitata il 10 giugno 1780 dal vescovo Giovanni Paolo Dolfin. Dagli atti della visita si apprende che vi era la scuola del Santissimo Sacramento gestita da tre sindaci, quella della Santissima Vergine Addolorata che gestiva l'altare omonimo. Vi erano sussidiare le chiese dei francescani nella località do Romacolo, l'oratorio di San Bernardino gestito dalla parrocchia, di Sant'Antonio di Padova gestito da sindaci. Vi erano un parroco mercenario eletto dai vicini con il benestare dei monaci di Pontida e del vescovo di Bergamo e due coadiutori cappellani.
Nel 1858 la chiesa fu completamente rimaneggiata in stile neoclassico dall'architetto Berlendis. Divenne poi oggetto di lavori di consolidamento, ammodernamento e mantenimento durante tutto il Novecento.
Dai registri dello stato del clero del 1784 risulta che la chiesa divideva con la comunità di Sedrina il ruolo di "caput vicariae". La chiesa faceva parte del vicariato di Zogno fino al 27 maggio 1979 quando il vescovo di Bergamo Giulio Oggioni con un decreto la unità nel nuovo vicariato Brembilla-Zogno.

## Descrizione

### Esterno
L'edificio di culto è posto lungo la viabile cittadina e preceduta dal sagrato. La facciata è tripartita da lesene complete di alti basamenti e terminanti da capitelli d'ordine ionico che reggono l'architrave con fregio e il timpano triangolare che copre solo la parte centrale del frontone, dove è posta la statua della Madonna Assunta e laterali le statue di due angeli. La facciata è divisa da una cornice in due ordini, in quello inferiore centrale vi è l'ingresso principale con portale a tutto sesto terminante con timpano rettangolare. Lateralmente vi sono i due ingressi minori sormontati da una lunetta. La sezione superiore centrale vi è una grande apertura a tutto sesto atta a portare luce all'aula.

### Interno
Internamente l'aula a pianta rettangolare è divisa da colonne in marmo in tre navate. Le colonne sono complete di basamento e capitelli corinzi che sorreggono il cornicione. Le navate sono divise in quattro campate. Due altari sono posti al termine delle navate laterali mentre la zona presbiteriale è sopraelevata da tre gradini, e termina con il coro absidato con volta a catino.
La volta presenta l'affresco che dell'Assunzione di Maria al cielo con apostoli che raffigura gli apostoli stupiti nel trovare il sepolcro vuoto e che volgono lo sguardo al cielo ad ammirare la Vergine che sale verso il cielo anticipando quella che sarà la resurrezione della carne di tutti i credenti.